# David Forde
David Forde (Galway, 20 de dezembro de 1979) é um futebolista profissional irlandês que atua como goleiro, atualmente defende o Portsmouth FC.

## Carreira
David Forde começou sua carreira no Galway United em 1999.